# Harry Hay
Harry Maitland Hay o Henry Hay
(Maitland, Nova Gal·les del Sud, 1893 – Manly, Nova Gal·les del Sud, 30 de març de 1952) va ser un nedador australià que va competir a començaments del segle xx.
El 1920 va prendre part en els Jocs Olímpics d'Anvers, on va disputar tres proves del programa de natació. En el relleu 4x200 metres lliures guanyà la medalla de plata, fent equip amb William Herald, Ivan Stedman i Frank Beaurepaire, mentre en els 100 i 400 metres lliures quedà eliminat en sèries.